# پاندای کونگ‌فوکار (فیلم)
پاندای کونگ‌فوکار (به انگلیسی: Kung Fu Panda) یک پویانمایی رایانه‌ای کمدی رزمی آمریکایی محصول سال ۲۰۰۸ است. این فیلم توسط دریم‌ورکس انیمیشن تولید و توسط پارامونت پیکچرز توزیع شده‌است. کارگردانی این فیلم توسط جان استیونسن و مارک آزبرن و نویسندگی آن توسط جاناتان ایبل و گلن برگر بر پایه داستانی توسط اتان ریف و سایرس ووریس صورت گرفته‌است. این فیلم اولین قسمت از فرنچایز پاندای کونگ‌فوکار است. گویندگان این فیلم افرادی چون جک بلک، داستین هافمن، آنجلینا جولی، ایان مک‌شین، ست روگن، لوسی لیو، دیوید کراس، رندل دوک کیم، جیمز هنگ، دن فوگلر، مایکل کلارک دانکن و جکی چان می‌باشند. داستان در محیطی از چین باستان که حیوانات انسان‌نما در آن حضور دارند روایت می‌شود و بر روی یک پاندا به نام پو (جک بلک) که به کونگ‌فو علاقه دارد، تمرکز دارد. زمانی که یک پلنگ برفی بدنام به‌نام تای لانگ (مک‌شین) پیش‌بینی می‌شود که از زندان چور گام فرار می‌کند، پو ناخواسته به‌عنوان «جنگجوی اژدها» نامیده می‌شود، قهرمان پیشگویی شده‌ای که با خواندن طومار اژدها می‌تواند به قدرت بی حد و حصری برسد.
پاندای کونگ‌فوکار در تاریخ ۶ ژوئن ۲۰۰۸ در سینمای ایالات متحده اکران شد. این فیلم با بودجه ۱۳۰ میلیون دلاری، ۶۳۱/۷ میلیون دلار در جهان به فروش رفت و آن را به سومین فیلم پرفروش در سال ۲۰۰۸ و پرفروش‌ترین فیلم انیمیشن سال تبدیل کرد. این فیلم توسط منتقدان مورد تحسین قرار گرفت و نامزد جایزه اسکار بهترین فیلم پویانمایی و جایزه گلدن گلوب بهترین فیلم پویانمایی شد. اما هردو جایزه را به انیمیشن وال-ئی از دست داد. موفقیت این فیلم یک فرنچایز چندرسانه‌ای را ایجاد کرد که شامل دنباله‌های اصلی پاندای کونگ‌فوکار ۲ (۲۰۱۱)، پاندای کونگ‌فوکار ۳ (۲۰۱۶) و پاندای کونگ‌فوکار ۴ (۲۰۲۴) می‌شود. طبق شواهد جنگجوی اژدهای بعدی هادی نعمتی میباشد

## خلاصه داستان
داستان این انیمیشن در چین باستان رخ می‌دهد؛ پاندای چاق بی‌دست و پایی به نام پو که به توانایی‌های خود آگاه نیست ولی علاقه زیادی به کونگ فو دارد. او بر خلاف میل باطنیش در آشپزخانه پدرش که یک غاز است از مشتریان پذیرایی می‌کند. یک روز خبر می‌رسد که جشن بزرگی برای انتخاب جنگجوی اژدها به رهبری استاد اوگوی (استاد بزرگ کونگ فو که یک لاک پشت پیر حکیم است) برگزار شده. پو که از این جشن آگاه می‌شود با هیجان وصف ناپذیری به سمت جشن حرکت می‌کند اما چاقی و کندی او باعث می‌شود که خیلی دیر به پشت درب‌های معبد برسد. در اثر یک اشتباه احمقانه پو به هوا پرتاب می‌شود و درست در پیش پای جنگجویان و رهبر آنها می‌افتد. همه تعجب می‌کنند. خود او هنوز گیج است. اوگوی که در جستجو و تکاپوی انتخاب جنگجوی افسانه ای می‌گشت متوجه ماهیت این اتفاق می‌شود و پو را می‌شناسد و او را به عنوان جنگجوی اژدها معرفی می‌کند. همه جنگجویان از چنین انتخابی تعجب می‌کنند و این انتخاب را هضم نمی‌کنند. استاد شیفو( یک پاندای سرخ که مربی گروه پنج آتشین است) به اوگوی اعتراض می‌کند و این انتخاب را تصادفی می‌خواند اما اوگوی به او می‌گوید که هیچ چیز تصادفی نیست. شیفو با عصبانیت در محضر استاد قدرت نمایی می‌کند و با ضربه ای شگفت دانه ای را از درخت هلوی مقدس به دست می‌آورد و آن را می‌کارد و به استاد خود می‌گوید این ماییم که با تلاش خود این دانه را می‌کاریم ولی استاد پیر با آرامش دستی بر دانه می‌کشد و دانه را در خاک پنهان می‌کند و شیفو را پند می‌دهد و از مرگ قریب‌الوقوع خود خبر می‌دهد و شیفو را برای تربیت پو و اداره معبد جانشین خود می‌کند. ذرات وجودی اوگوی به سبب مرگ به سمت آسمان حرکت می‌کنند. شیفو با اضطراب و ترس فریاد می‌زند و می‌گوید من نمی‌توانم. ولی دیگر دیر شده و لاک پشت پیر به عالم پس از مرگ رفته‌است. حالا شیفو استاد بزرگ معبد است. به سراغ پو می‌رود ولی او را در حال خوردن و شکم پر کردن می‌بیند اما نصایح استادش را به یاد می‌آورد و تصمیم به تربیت پو می‌گیرد. پوی از همه جا بی‌خبر خود را باور ندارد و تحصیل علوم رزمی برای تبدیل شدن به جنگجوی اژدها را نمی‌پذیرد ولی شیفو با ترفندهای استادانه و هنرهای رزمی خود، پو را به‌طور غیرارادی مجبور به آموزش پذیری می‌کند. رفته رفته قدرت‌های مخفی و به ظهور نرسیده پو آشکار می‌شوند و این توانایی‌ها تا حدی پیش می‌روند که پو از شیفو هم پیشی می‌گیرد. از طرف دیگر پلنگ شروری به نام تایلانگ که از کودکی و یتیمی در معبد بزرگ شده بود پس از طغیان کردن در تحت تدابیر بسیار شدیدی در زندان به سر می‌برد و این به خاطر این بود که او خود را جنگجوی افسانه ای اژدها می‌دانست ولی اوگوی او را نپذیرفته بود. در اثر یک اشتباه بسیار کوچک، تایلانگ با توانایی‌های خارق‌العاده خود موفق به فرار از زندان بسیار محافظت شده خود می‌شود. مردم از این فرار به وحشت می‌افتند. کسی را یارای مقابله با او نیست. تمام جنگجویان که به توانایی‌های پو ایمان ندارند برای نجات مردم به جنگ تایلانگ می‌روند اما همه شکست می‌خورند. حتی استاد شیفو که خود، استاد تایلانگ بود نیز به سختی شکست می‌خورد تا این که پو از راه می‌رسد. طومار اژدها که اسرار فنون رزمی در آن نوشته شده در محل خود، در سقف معبد قرار دارد و تایلانگ به دنبال آن طومار است. پو با تایلانگ درگیر می‌شود. طومار به دست تایلانگ می‌افتد...

## شخصیت‌ها
مقاله اصلی: فهرست شخصیت‌های پاندای کونگ‌فوکار
| صداپیشه      | نقش              | حیوان                   |
| ------------ | ---------------- | ----------------------- |
| جک بلک       | پو               | خرس پاندا               |
| داستین هافمن | استاد شیفو       | پاندای سرخ              |
| رندل دوک کیم | استاد بزرگ اوگوِی | لاک‌پشت                  |
| ایان مک‌شین   | تای لانگ         | پلنگ برفی               |
| آنجلینا جولی | استاد ببری       | ببر جنوب چین            |
| ست روگن      | استاد مانتیس     | آخوندک چینی             |
| لوسی لیو     | استاد افعی       | پایتون سبز درختی        |
| جکی چان      | استاد میمون      | میمون دماغ‌سربالای طلایی |
| دیوید کراس   | استاد لک‌لک       | درنا                    |
| جیمز هنگ     | آقای پینگ        | غاز                     |